# Kobayashi Kiyochika

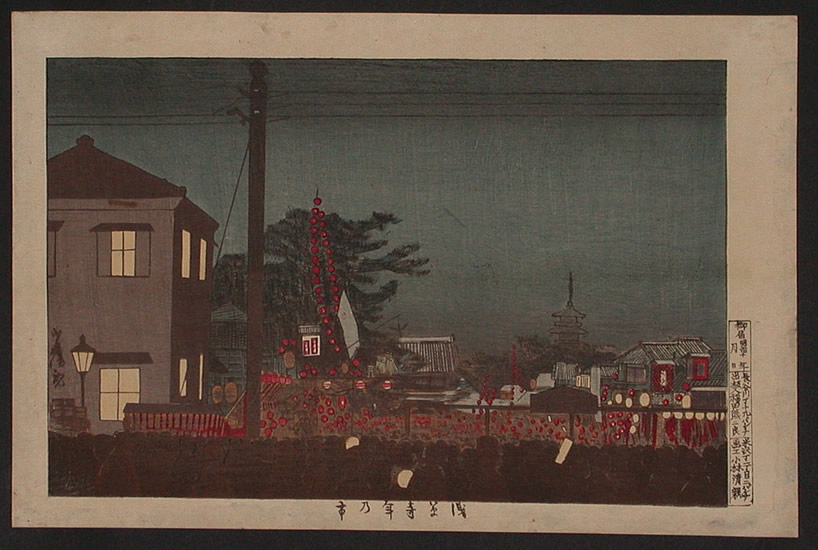
Asakusa em Tóquio, numa representação por Kobayashi Kiyochika.

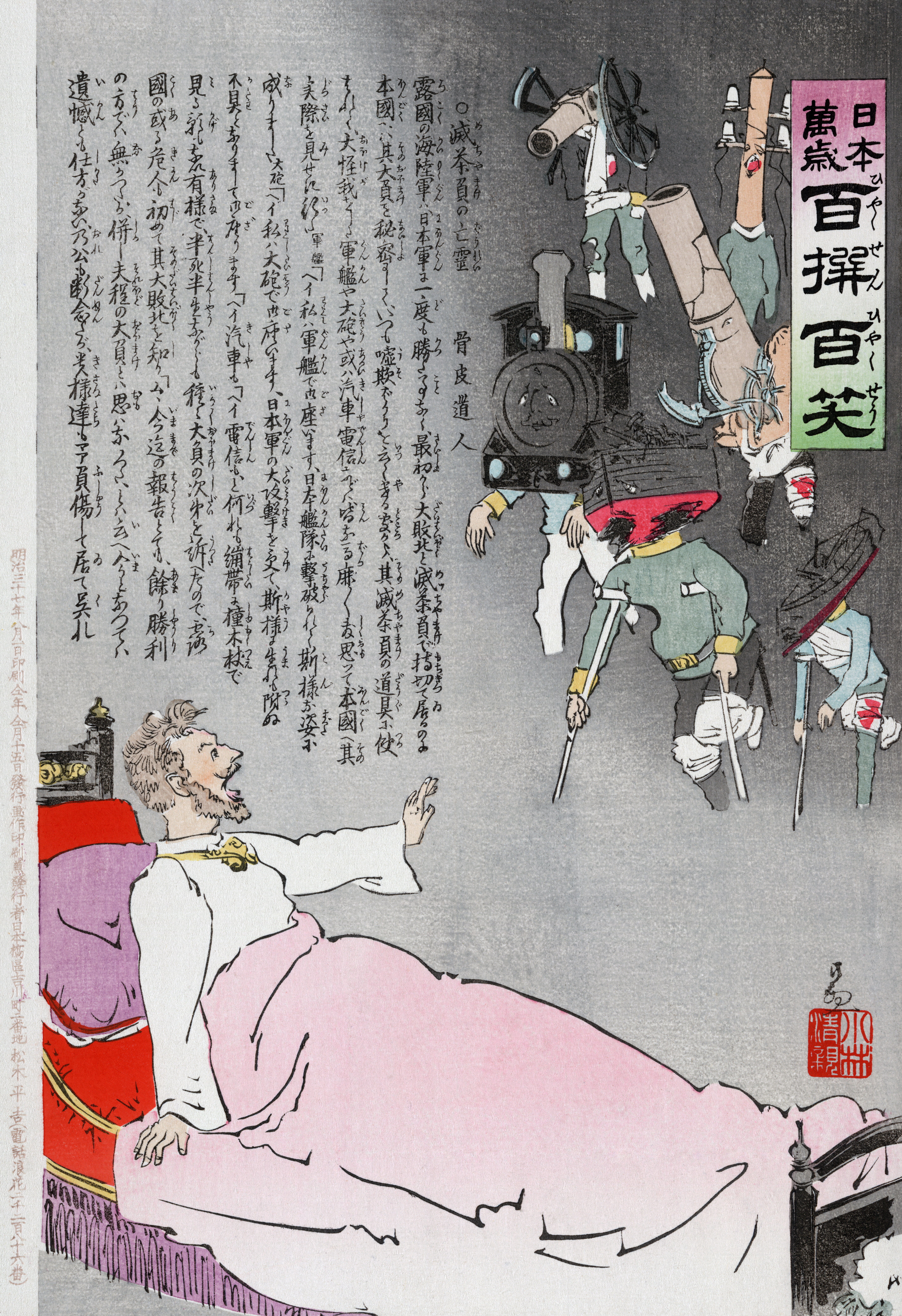
Representação do czar Nicolau II da Rússia acordando de um pesadelo, com as forças russas abatidas retornando de uma batalha. Criado em 1904 ou 1905, aquando da Guerra Russo-Japonesa.

Kobayashi Kiyochika (em japonês 小林 清親) 10 de Setembro de 1847 - 28 de Novembro de 1915) foi um pintor e impressor de ukiyo-e japonês do período Meiji.